# پارک ملی پابند
پارک ملی پابند به وسعت ۲۶۵۹۷ هکتار از ناحیه شمالی از روستای چناربن تا روستای نمکه، از سمت شرق از روستای نمکه تا ارتفاعات کوه بادله، در جنوب از ارتفاعات کوه بادله تا نکاء و زارم رود و از سمت غرب از نکاء و زارم رود تا رودخانه زارم رود، کشیده شده است. بخاطروجودروستای بزرگ پابند/پاوند. درمرکز پارک بدین سان نامگذاری شده است.
این پارک در جنوب شهرستان نکاء و بهشهر و در شمال غربی شهرستان دامغان قرار دارد و به صورت جنگل‌های طبیعی بکر و رویشگاه گونه‌های منحصر به فرد گیاهی علفی و بوته‌ای و درختچه‌ای و زیستگاه گونه‌های شاخص جانوری چون مرال و شوکا و پلنگ که در راستای صیانت از جنگل‌های شمال و حفظ گون‌های گیاهی و جانوری به عنوان پارک ملی تعیین شده است. منطقه حفاظت شده هزار جریب در جوار این پارک قرار دارد. گونه‌های اصلی جانوری منطقه عبارتند از: پلنگ، خرس قهوه ای، گرگ، گوزن، شوکا، عقاب طلایی، شاهین، مارزنگی سرده ای، کفتار راه راه، گراز، شغال، روباه معمولی، تشی، سمور جنگلی، دارکوب، عقاب جنگلی، قرقاول، کبک و انواع سنگ چشم.
این پارک واقع در استان مازندران در سال ۱۳۸۳ به عنوان پارک ملی انتخاب شد. از ویژگی‌های این پارک می‌توان به و جود جنگلهای کم‌نظیر هیرکانی و گونه‌های باارزش شوکا و مرال در آن اشاره کرد. دارای اقلیم نیمه مرظوب معتدل است.
منطقه‌ای است کوهستانی با قله‌های مرتفع دره‌ای پرآب که رودخانه ظالم رود آن را به دو بخش شمالی و جنوبی تقسیم می‌کند.